# Rotes Haus (Monschau)

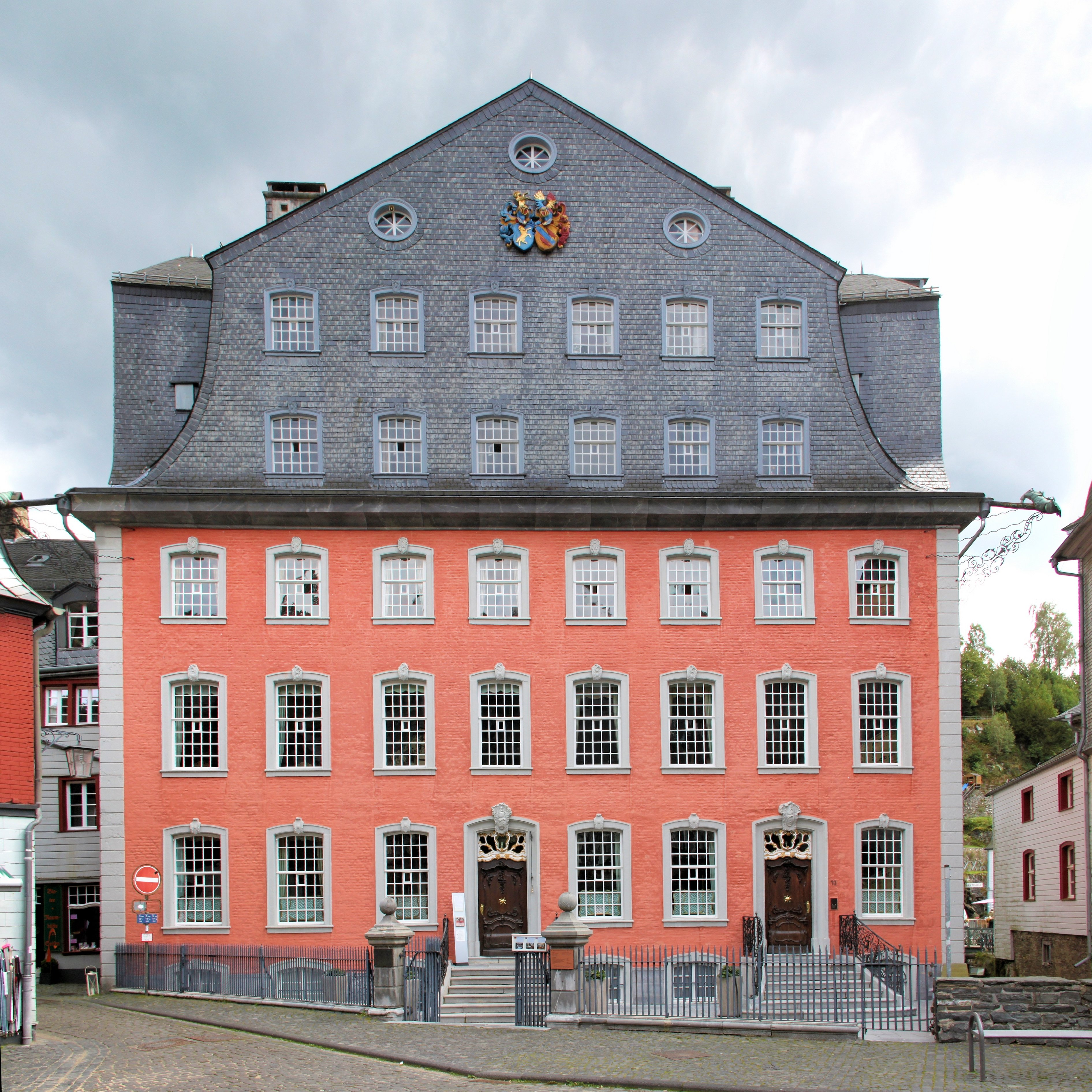
Rotes Haus (Ansicht von der Laufenstraße)

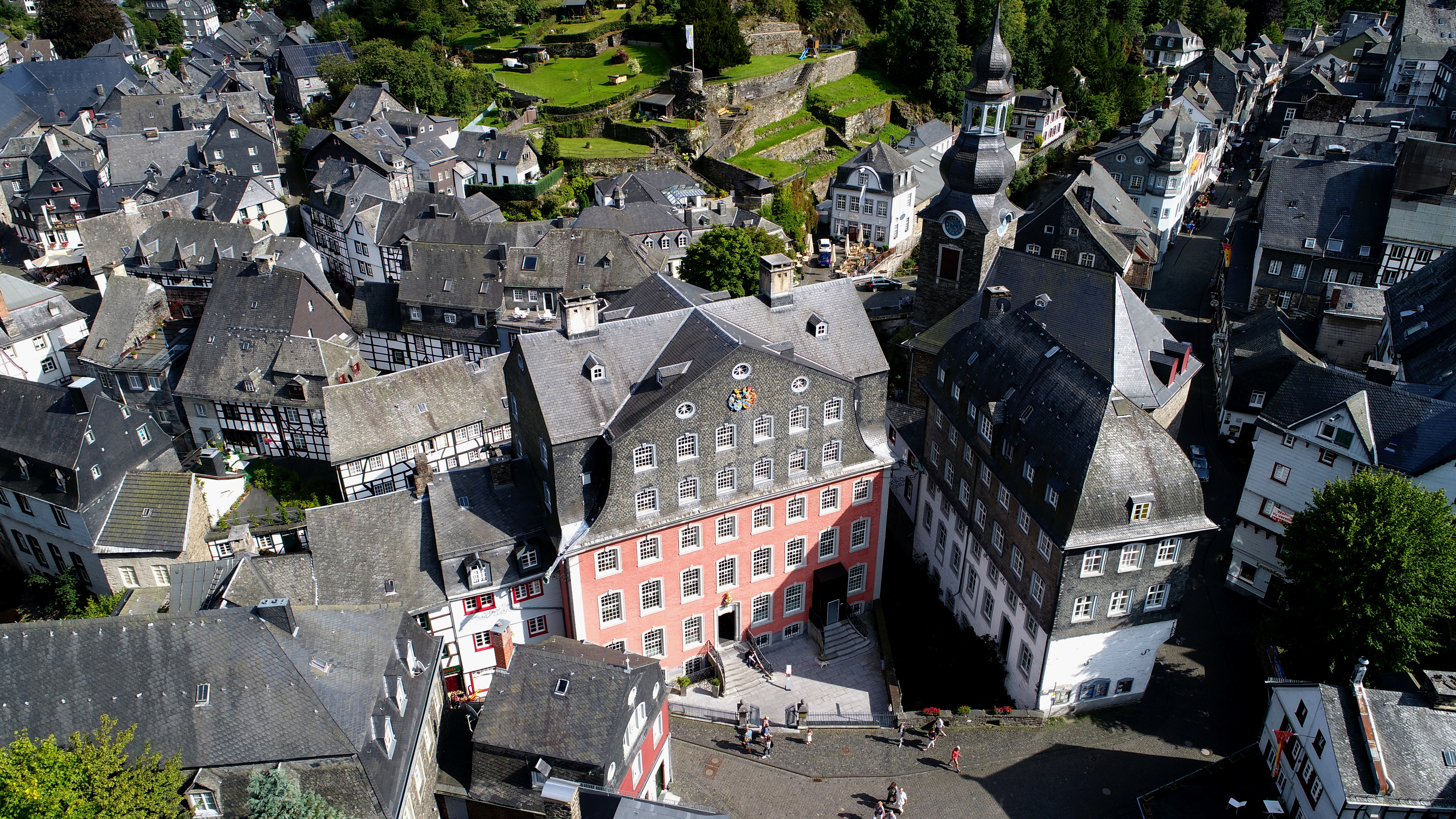
Rotes Haus aus der Vogelperspektive (2017)

Das Rote Haus in Monschau, Nordrhein-Westfalen, ist ein ehemaliger Stammsitz der Unternehmerfamilie Scheibler und heute als Museum zugänglich, das insbesondere die bürgerliche Wohnkultur an der Wende vom 18. zum 19. Jahrhundert präsentiert. Das große Patrizierhaus wurde vermutlich zwischen 1752 und 1768 vom Tuchfabrikanten Johann Heinrich Scheibler erbaut. Auf Grund seiner Fassadenfarbe wird es Rotes Haus genannt.

## Das Gebäude: Bauweise und Architektur

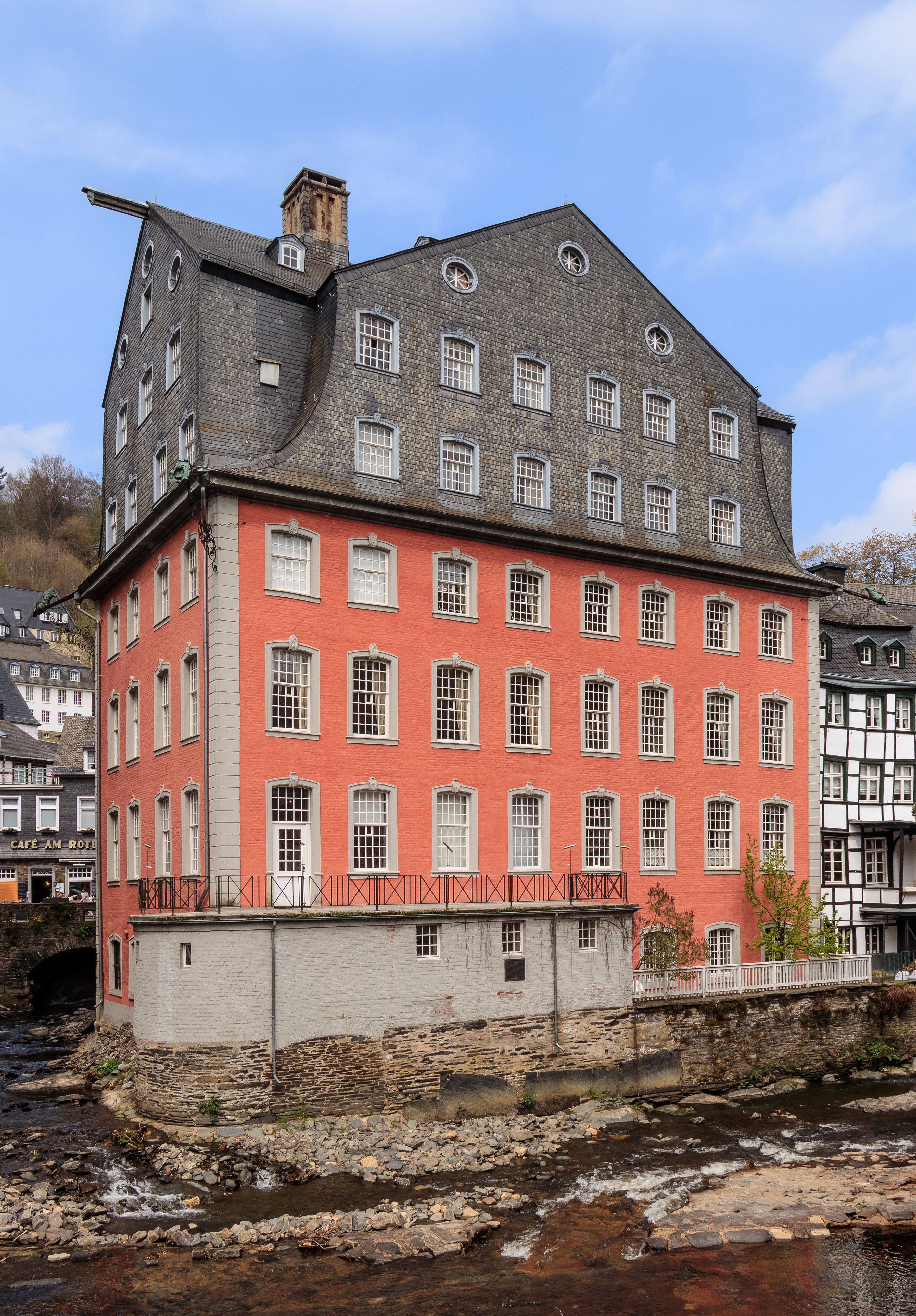
Das Rote Haus von der Rur aus. Auf der Seite zur Rur befand sich früher im Kellergeschoss eine Wollspüle. Hier war auch zeitweilig ein Wasserrad angebracht.

Das Rote Haus war sowohl Wohn- als auch zentrales Geschäftshaus der Tuchverleger-Dynastie Scheibler. Es ersetzte früher bereits auf dem Grundstück bestehende Fabrikationsgebäude. Das Gebäude besteht aus zwei Hälften: Das Wohnhaus (links) trägt den Namen „Zum goldenen Helm“, die rechte Hälfte („Zum Pelikan“) wurde als Kontorhaus und Produktionsstätte genutzt. Über den Eingangstüren sind entsprechend ein Helm und ein Pelikan dargestellt. Der mächtige Bau mit drei Hauptgeschossen, zwei Giebelgeschossen und dem als Speicher genutzten Dachgeschoss steht an der Mündung des Laufenbachs in die Rur. Im Vergleich zu den umstehenden, deutlich niedrigeren Fachwerkhäusern wirkte das Rote Haus zur Erbauungszeit ungewöhnlich mächtig und monumental. Es wird als eine Art „frühes Hochhaus“ bezeichnet.
Es handelt sich um einen Fachwerkbau mit vorgeblendetem Ziegelgeschoss. Diese Fassade aus Ziegelstein war in dem von Fachwerkbauten geprägten Monschau höchst ungewöhnlich, aber wohlbedacht: „Die größere Präzision des Ziegelmauerwerks musste bei einem Bauwerk den Vorzug finden, das seinen baukünstlerischen Stil in der Klarheit und Feinheit der Flächengliederung entfaltete.“ Der Sockel, die Fenster- und Türgewände und die Ecklisenen sind regionstypisch in Aachener Blaustein gehalten. In den Dachgeschossen bestehen die Fenstergewände aus Holz, wurden aber im Blaustein-Ton gestrichen. Mit einer Rocaille verzierte Schlusssteine bekrönen die Tür- und Fenstergewände. Elegante Treppengeländer und die mit Schnitzwerk verzierten Türen verweisen bereits auf die aufwendig gestalteten Innenräume.
Die Architektur, die Baumaterialien und die Proportionen geben dem Gebäude „einen sehr ausgewogenen und vornehmen Charakter.“ Der Architekt oder Baumeister ist nicht überliefert. Das Rote Haus stellt architekturgeschichtlich betrachtet eine Synthese aus Stadtpalais, bürgerlicher Wohnarchitektur und Fabrikationsgebäude dar. Beim Roten Haus fehlt trotz des repräsentativen Anspruchs überreiches Dekor. Gerade dessen Fehlen und die sachliche Klarheit des Gebäudes wertet der Kunsthistoriker Paul Schoenen als Ausdruck einer selbstbewusst-bürgerlichen Architektur. Er entdeckt gewisse Anlehnungen zu Bürgerhäusern aus dem Bergischen Land, aus dem der Bauherr stammte, aber auch mit den Monschauer Bürgerhäusern. Letztlich fehlen aber klare Vorbilder.

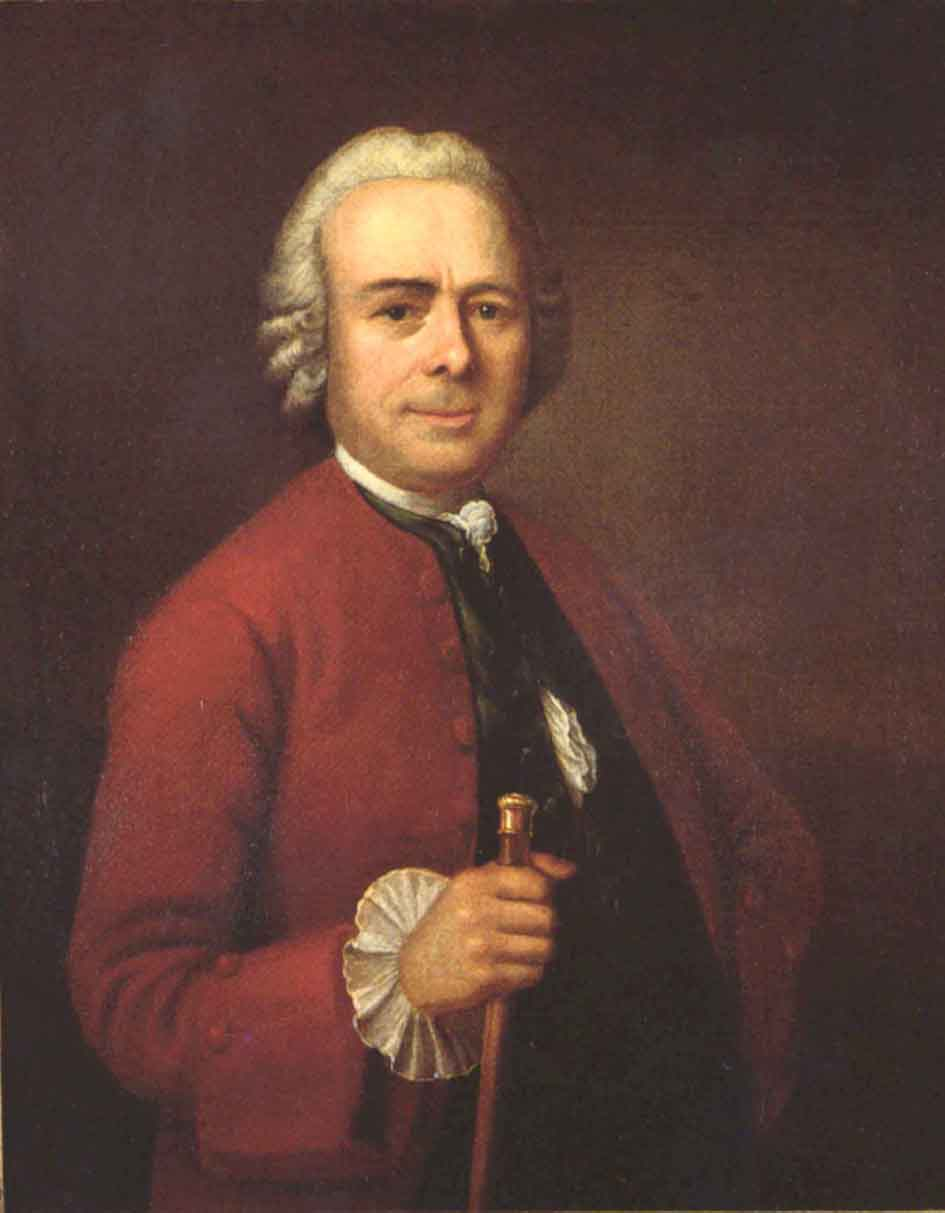
Der Bauherr: Johann Heinrich Scheibler (1705–1765) nahm starken Einfluss auf die Architektur und die Ausführung des Gebäudes. Er erlebte aber die Fertigstellung nicht mehr.

Schoenen vermutet daher, dass es sich beim Roten Haus auf Wunsch des Bauherrn um einen relativ eigenständigen Entwurf handle. Die Architektur sei „so wenig von der akademischen Baukunst der Spätbarock beeinflusst, dass dieses Bürgerhaus nur mit seinen eigenen Maßstäben gemessen werden kann.“ Es wird vermutet, dass der willensstarke Johann Heinrich Scheibler erheblichen Einfluss auf Form und Architektur des Neubaus genommen habe, dem anonymen Architekten klare Vorgaben gab und ihm nur die Detailarbeit überließ. „Der Bauherr hat Anlage und Form des Roten Hauses nachdrücklich bestimmt.“ Danach wäre die eigenwillige und sehr selbstständige Architektur des Roten Hauses nicht zuletzt ein Zeugnis des Charakters und des Willens seines Bauherrn. Scheibler wollte mit dem Roten Haus, das für die damals gewaltige Summe von 90.000 Talern erbaut wurde, „seinen Gewerbefleiß, seinen Erfolg, seine selbstbezeugte Unentbehrlichkeit und seinen Wohlstand demonstrieren.“ Das Rote Haus ist damit ein „einzigartiges rheinisches Baudenkmal“ und wird als „eine der großartigsten Architekturen eines Bürgerhauses des Spätbarock im Rheinland“ bewertet.

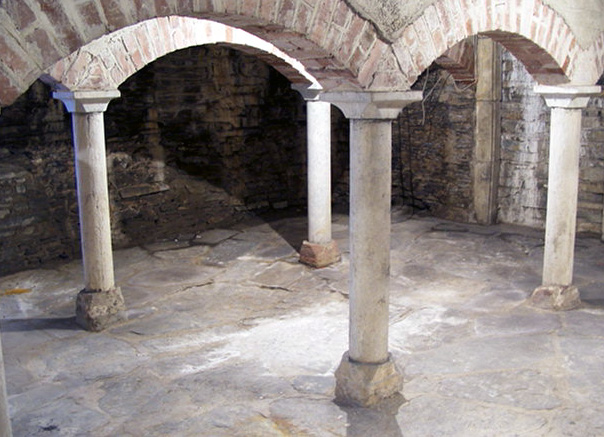
Im Keller des Roten Hauses wurde die Wolle gewaschen.

Im geräumigen Mansarddach wurde die wertvolle Wolle gelagert. Sie gelangte durch einen Schacht in die Keller, wo sie gewaschen wurde. In den 1830er Jahren wurde rurseitig ein Wasserrad zum Antrieb von Maschinen zum Rauen und Scheren der Wolltuche installiert, jedoch wegen Rechtsauseinandersetzungen und meist geringem Wasserstand kaum genutzt. Weil die Räumlichkeiten im Roten Haus für eine komplette Tuchproduktion unzureichend waren und auch eine Färberei zu große Belastungen für die Wohnfunktion mit sich gebracht hätten, wurde von Friedrich Jakob Scheibler (1774–1834), einem Enkel von Johann Heinrich Scheibler, auf der anderen Seite des am Roten Haus vorbeifließenden Laufenbachs bereits im Jahr 1815 das Tuchschererhaus erbaut, in der er dann die Färberei und Schererei unterbrachte, die im Verlagssystem dem Hauptsitz zuarbeiteten.
Vergleichbare Tuchverleger-Residenzen mit ähnlicher Bauaufgabe und Funktion gibt es sowohl in Monschau (Elbershof 1778, Haus Troistorff 1783) als auch in anderen Städten der Tuchmacherregion – zum Teil noch mit weit größeren Ausmaßen und von den bedeutendsten Baumeistern der Region entworfen. Besonders erwähnenswert: die Anwesen des Tuchverlegers Johann Arnold von Clermont in Vaals (1761 von Joseph Moretti), in Eupen der Tuchmacherhof Rehrmann-Fey (1721 von Laurenz Mefferdatis), der Tuchmacherhof de Grand Ry (von Johann Joseph Couven, heute Sitz der Regierung der Deutschsprachigen Gemeinschaft) oder in Verviers das Anwesen des Tuchverlegers Pierre-Henri de Thier (1804 bis 1806, heute Centre de la Laine et de la Mode) – und etwas außerhalb Region die Tuchfabrik Dijonval in Sedan (1755).
Die meisten dieser Tuchmacheranwesen wurden als symmetrische, dreiflügelige Anlagen erbaut, mit einem aus der barocken Schlossarchitektur bekannten Ehrenhof oder "Cour de honneur", der Rehrmann-Bau in Eupen mit einem geschlossenen Innenhof. In diesem überregionalen Vergleich wird noch einmal deutlich, dass die Architektur des kompakten Roten Hauses relativ eigenständig ist. Es ist zudem überlieferungsgeschichtlich dadurch besonders bemerkenswert, dass es im Inneren zwar nicht vollständig, aber doch (durch das starke Familieninteresse am Haus und die frühen Bemühungen der Musealisierung) vergleichsweise gut erhalten ist. Die großbürgerliche Wohnkultur jener Zeit ist in dieser lebendigen Form nur noch im Roten Haus präsent.

## Die wirtschaftliche Basis: vorindustrielle Tuchherstellung

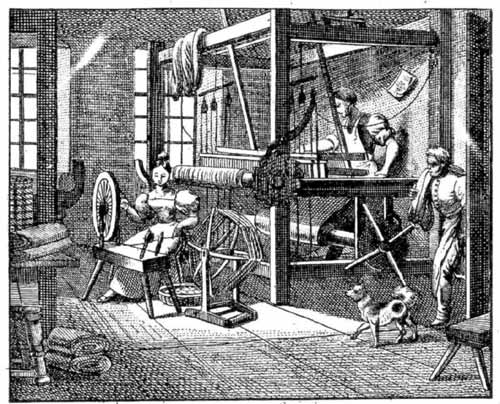
So dürfte die Heimarbeit, auf der Produktionssystem der Firma Scheibler fußte, in etwa ausgesehen haben. Der Weber am großen Webstuhl in der kleinen Stube, im Vordergrund spinnt die Frau, rechts wird Materialnachschub gebracht, links schon Ballen fertigen Tuchs. Abbildung aus J. E. Gailer: „Neuer Orbis Pictus für die Jugend.“ (1835)

Der Bauherr Johann Heinrich Scheibler (1705–1765), der schon als 18-Jähriger die Leitung der Tuchfabrik seines Schwiegervaters übernahm, produzierte zunächst wie die anderen Feintuchproduzenten der Region einfarbiges, im Stück gefärbtes Tuch. Doch bald wurde ihm klar, dass er größere Märkte nur mit besonders modischen, dass hieß damals mit gemusterten Stoffen erobern konnte. Er begann daraufhin, die feinste spanische Merinowolle bereits vor der weiteren Verarbeitung zu färben und sie zu verschiedenartig gemusterten Stoffen mit leuchtenden, fast grellen Farben zu verarbeiten. Bei der Färbung, die eine zentrale Rolle spielte, kam ihm das sehr kalkarme Wasser in Monschau entgegen, das wunderbar strahlende Farben ermöglichte. Er spürte die neusten Trends des Rokoko auf, entwickelte besonders „geflammte“ und ganz leichte und feine Tuche und baute Verkaufsbeziehungen in ganz Europa und Vertretungen im Mittelmeerraum auf, von wo der Levantehandel nach Nordafrika und Kleinasien betrieben wurde. Im Kontor wird ein Stoffmusterbuch präsentiert, das Proben der Monschauer Tuchmacher aus der Zeit von 1735 bis 1810 zeigt. Ein weiteres Musterbuch, das 1813 anlässlich einer Gewerbeausstellung erstellt wurde, zeigt Stoffproben der Firma Scheibler aus verschiedenen Zeitschnitten.
Johann Heinrich Scheibler erwirtschafte sich mit der Tuchproduktion und dem Tuchhandel ein für damalige Verhältnisse geradezu fürstliches Vermögen, das ihm erlaubte, den aufwändigen Bau des Roten Hauses in Angriff zu nehmen. Er war allerdings in Monschau nicht unumstritten. Vor allem die Alteingesessenen, die katholische Bürgerschaft, Ackerbauern, kleine Grobtuchhersteller machten ihm das Leben schwer – dem zugezogenen Protestanten, der sich vor ihren Augen in kurzer Zeit unermesslichen Reichtum erarbeitet hatte. In diesen Auseinandersetzungen wies Scheibler selbstbewusst auf seine Leistungen hin: „Ich (…) ernähre alleinig von meiner Fabrique alleinig mehr als 4000 Menschen und bin (…) derjenige, der das Monjoyer Tuch durch ganz Europam in die Renommee und ich möchte sagen Millionen Geldes in das Monjoyerland und die Nachbarschaft gebracht habe.“
Die segensreiche Wirkung seines Unternehmens für die Region war für Scheibler unstrittig: „Wahrlich ein erwünschtes Etablissement in einem Lande, wie das kalt und unfruchtbare Monjoy, wo von dem gar nicht beträchtlichen Ackerbau die wenigsten Menschen sich ernähren können und wo in Vorzeiten so starker Geldmangel war, als jetzo davon Überfluss darinnen zu finden ist, auch jedweder Mensch, welcher ohne die Fabriquen den Bettelgang pflegen müsste, ja schon fünf- und sechsjährige Kinder von der allerlei Fabriquearbeiten sich wohl zu ernähren vermögen.“

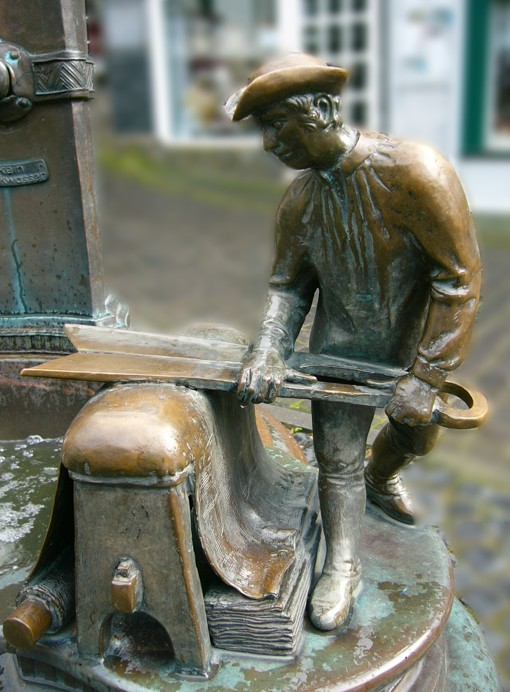
Tuchscherer – Figur des Tuchmacherbrunnens in Monschau

Im Verlagssystem der vorindustriellen Tuchherstellung der Region wurden die meisten Arbeitsschritte nicht in einem zentralen Fabrikationsgebäude, sondern in Heimarbeit erledigt. Die Wollwäsche und das Färben der Wolle übernahm der Fabrikant im eigenen Betrieb, spinnen und weben ließ er aber in seinem Auftrag und mit genauen Angaben von der ländlichen Bevölkerung in den Dörfern der engeren und weiteren Umgegend.
Dabei war die Produktion der geflammten Tuche für Scheibler besonders kompliziert. Mussten dazu doch ein Garn aus verschiedenfarbiger Wolle nach genauen Vorgaben gesponnen werden. Noch komplizierter war die Herstellung von aufwendigen Mustern im Tuch, die beim Weben das separate Ansteuern jedes einzeln Fadens erforderte. In der Zeit vor der Erfindung des Jacquardwebstuhls, der später die automatisierte Einzelansteuerung jedes einzelnen Kettfadens ermöglichte, war neben dem eigentlichen Weber, der für die Bewegung des Webschützens und des Schussfadens sorgte, eine zweite Person erforderlich, „meistens ein Kind (…), das oben auf dem Webstuhl saß und genau nach dem Muster vor jedem Schuss die Kettfäden auf- und abziehen musste“. Die arme Landbevölkerung in der Eifel und im Limburger Land war in aber der Regel froh, im Winter, in dem es sonst kaum etwas zu verdienen gab, sich mit der geldbringenden Tuchherstellung beschäftigen zu können. Allerdings waren die kleinen Bauernstuben nicht für die großen Webstühle gebaut, die bis an die niedrige Decke reichten und mit einem Raumbedarf von bis zu vier Quadratmeter größer als das Ehebett waren – und auch noch den besten Platz am Fenster beanspruchen konnten. Die Arbeitsteilung sah häufig so aus, dass der Mann webte, die Frauen sponnen und die Kette einrichteten und die Kinder spulten.
Die Schlussbehandlung wurde wiederum zentral unter der Aufsicht des Unternehmers vorgenommen. Eine besondere Rolle für die weiche, fast samtige Oberfläche spielte dabei insbesondere das sorgfältige und personalintensive Scheren des Tuchs, mit schweren Tuchscheren, das mehrmals wiederholt wurde. Das von den alteingesessenen Tuchmachern verkaufte Grobtuch wurde nicht geschoren. Die Feintuchfabrikanten legten aber auf eine gute Endbehandlung großen Wert. Sie mussten gelernte Scherer von auswärts anwerben. Die zugezogenen Scherer erwiesen sich als sehr selbstbewusste und konfliktbereite Arbeiter, die mit Scheibler manche Auseinandersetzung ausfochten.

## Die Treppe mit Tuchmachermotiven

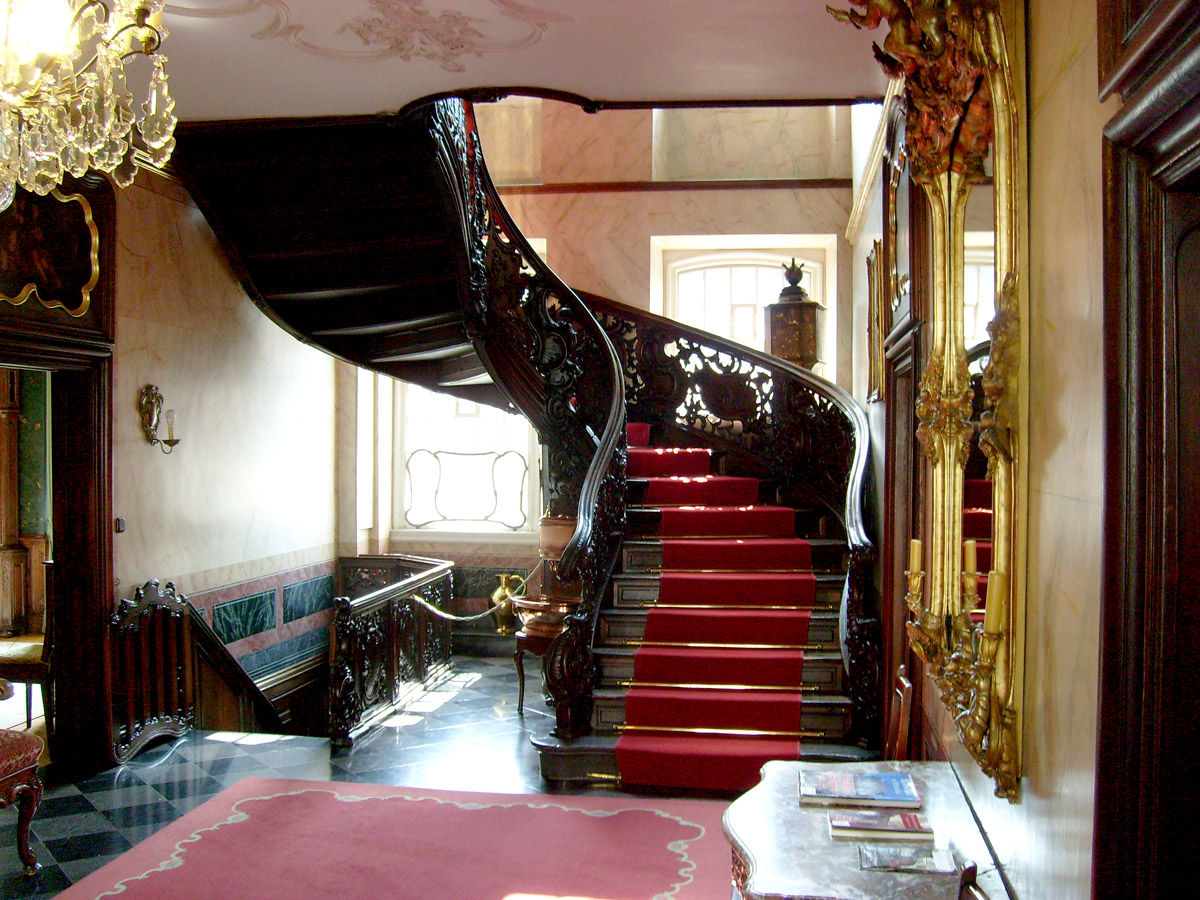

Eine freitragende Treppe im Foyer, die dem Roten Haus ein fast schlossartiges Ambiente verleiht, zeigt als Verzierung in 21 Kartuschen alle wesentlichen Schritte der Tuchherstellung vom Waschen der Wolle, über das Spulen, Spinnen, Weben, Scheren und Rauen des Tuches bis hin zum Abtransport des fertigen Tuchs – im Stile der Zeit von barocken Putti dargestellt.
Auch für die Treppenmotive zur Tuchherstellung gibt es keine direkten Vorbilder. Offenbar hat Scheibler – bei aller barocken Ornamentik – den Kunsthandwerkern klare Vorgaben gegeben, denn die Darstellungen zeigen präzis die grundlegenden Abläufe der Tuchherstellung zu Zeiten Scheiblers und – das ist der Beleg für den direkten Einfluss des Bauherrn – auch bestimmte von ihm selbst eingeführte Innovationen: etwa das Färben der Wolle statt des ganzen Tuchs. Im Vergleich mit anderen Bildzyklen der Zeit zur Tuchherstellung sind weitere Spezifika der Monschauer Darstellung erkennbar, die mit der Arbeitsweise im Scheiblerischen Betrieb überstimmen, zum Beispiel die Verwendung einer Hammerwalke. Nach einem Vergleich solcher Bildzyklen kommt die Volkskunderlin Kerkhoff-Hader zu dem Ergebnis: „Die Herstellungsphasen scheinen als im Ganzen betrachtet auf die spezielle Situation des Scheiblerischen Unternehmens hin konzipiert zu sein.“ Da der Künstler damit rechnen musste, dass sein fachkundiger Auftraggeber das Ergebnis kompetent und kritisch bewerten würde, wird man davon ausgehen können, dass sich die Darstellung sehr genau „an den realen Produktionsverhältnissen“ orientierte. Zugleich wird die realistische Dokumentation aber durch die idyllische Darstellung mit Putti und in reich ornamentierten Zierrahmenwerk gebrochen und „geschönt“.
Die große künstlerische Leistung dieser Schnitzerei ist die Reduktion des komplexen Herstellungsprozesses auf einfache, eben holzschnittartige Allegorien einerseits, und die realitätsnähe Dokumentation von Arbeitsweisen und Techniken der Zeit anderseits. Die Treppe ist in dieser sehr spezifischen Kombination aus Rokoko und Realismus einzigartig.
Auf der Innenseite der Treppe werden in ähnlicher Form die Jahreszeiten, die Tageszeiten und die Elemente in Allegorien dargestellt. Eine weitere Treppe, die allerdings nicht öffentlich zugänglich ist, zeigt Darstellungen der vier Jahreszeiten, der zwölf Monate, des Sündenfalls und des Todes.

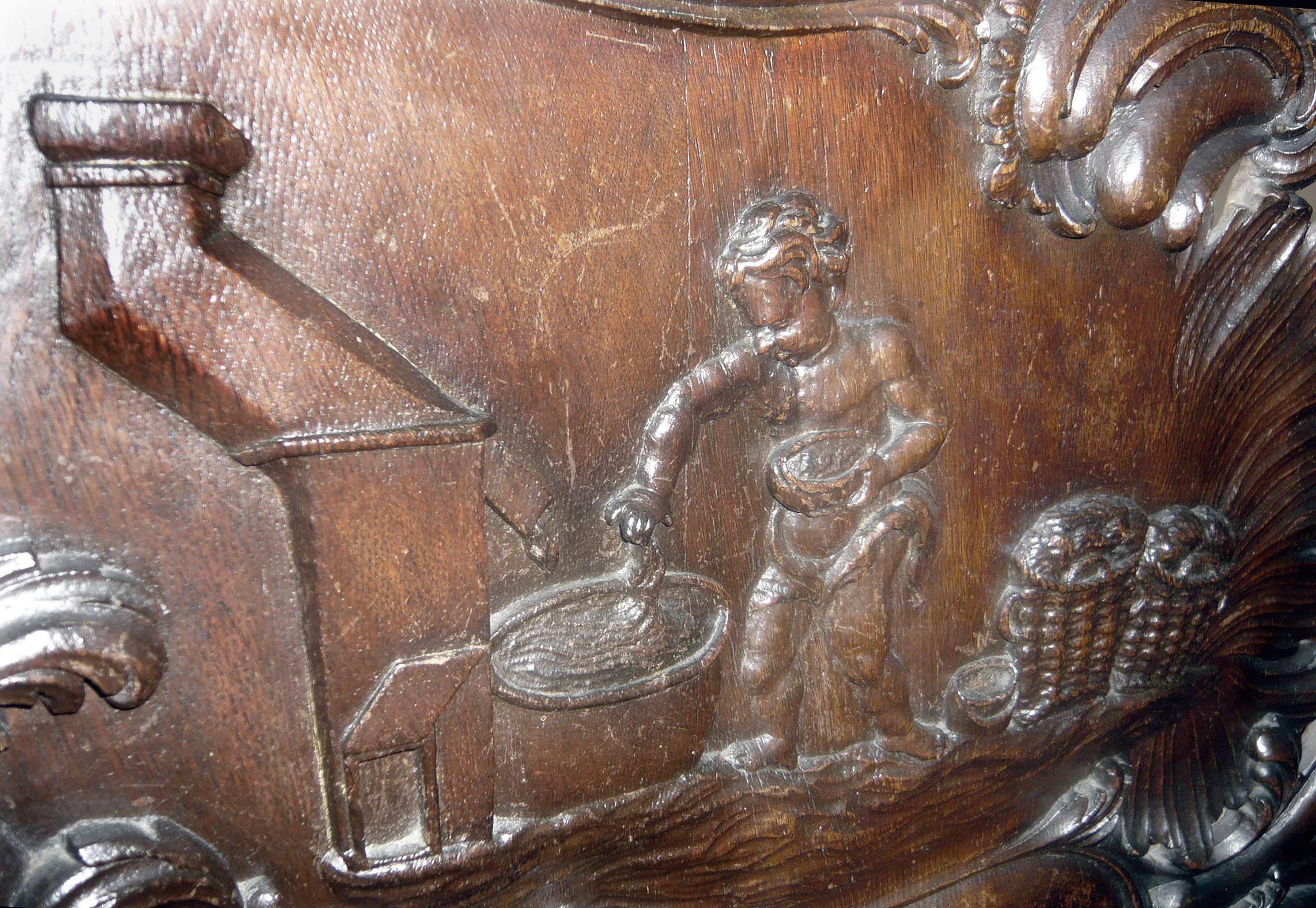
Färben der Wolle
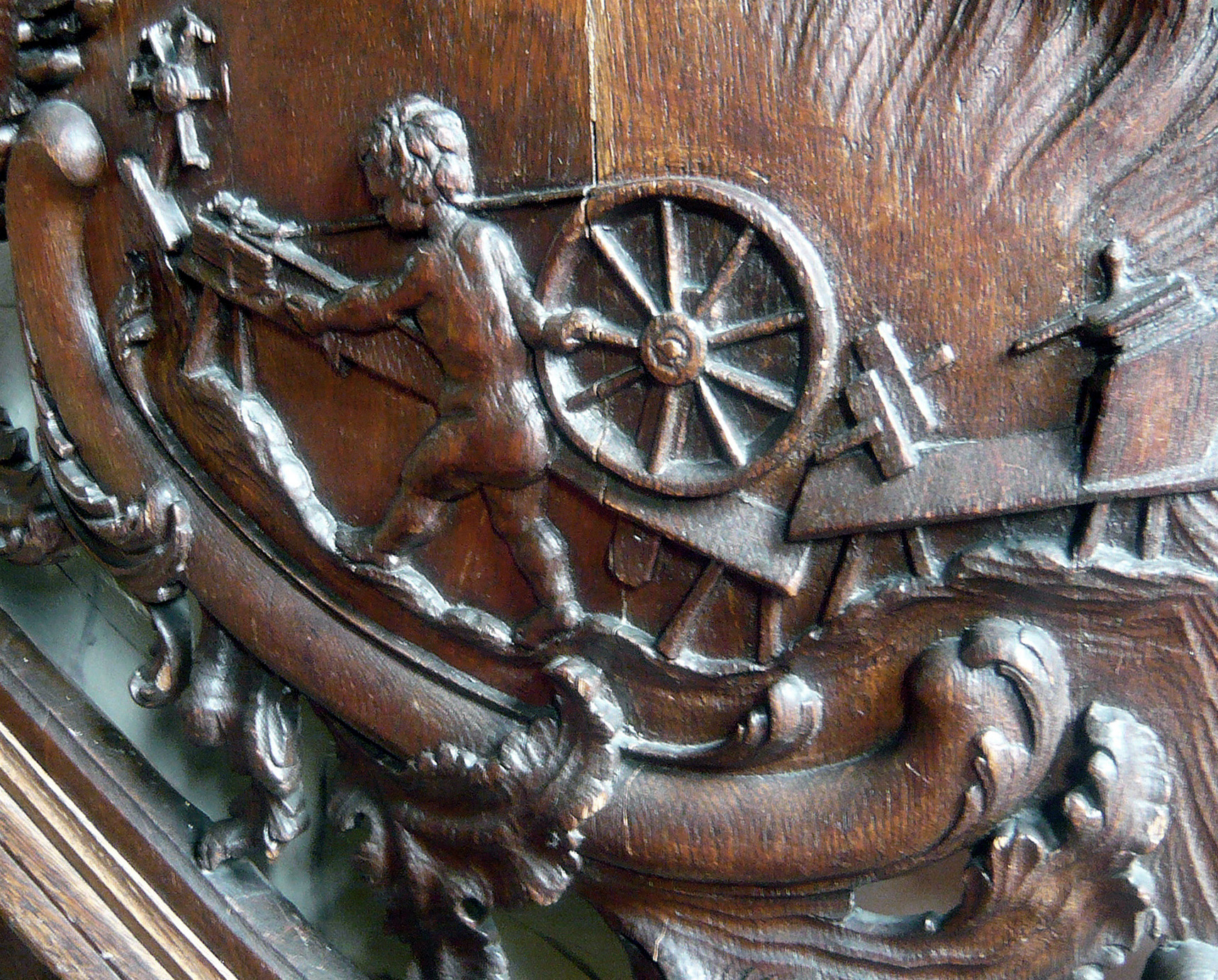
Spinnen des Garns
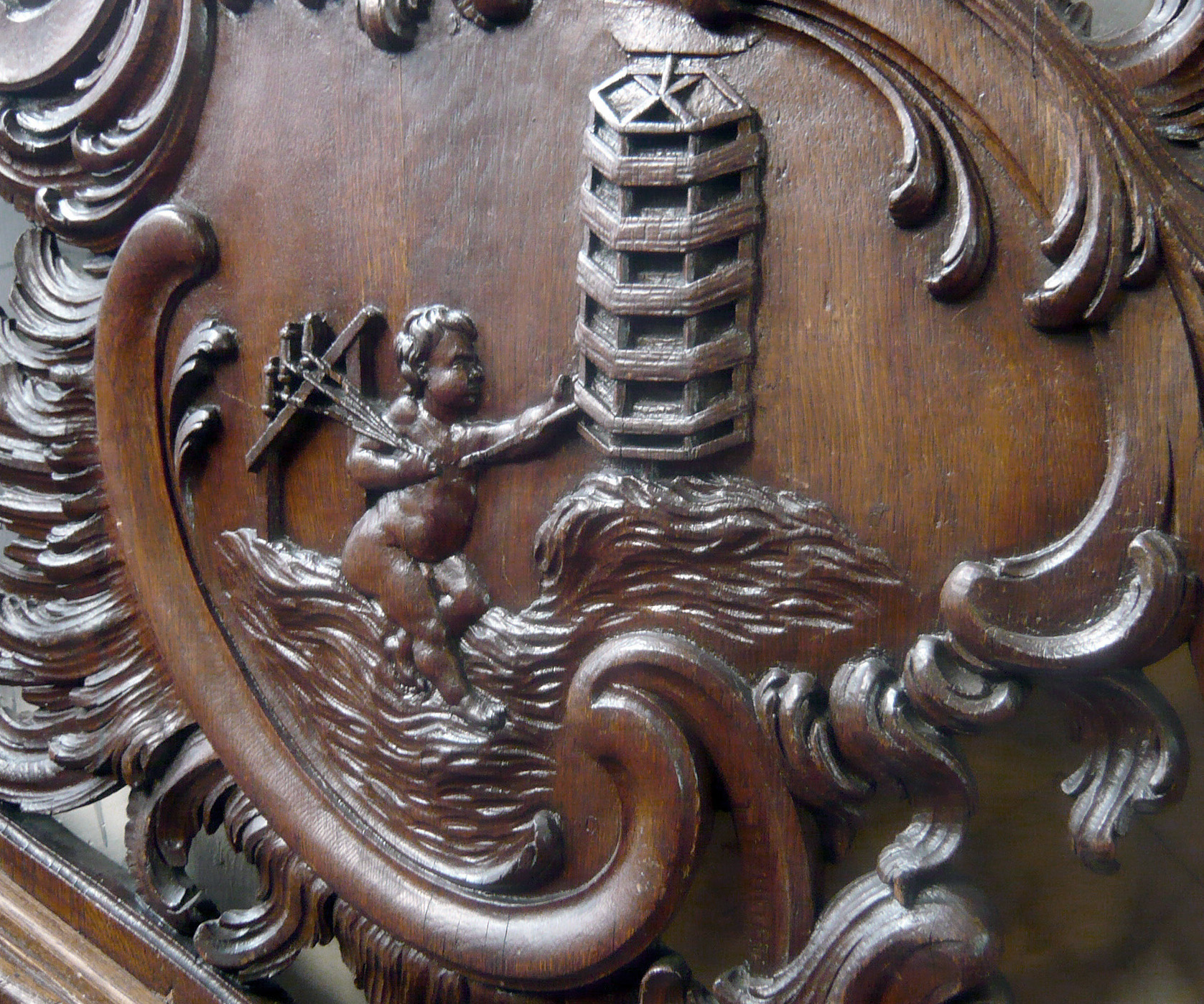
Kettschären
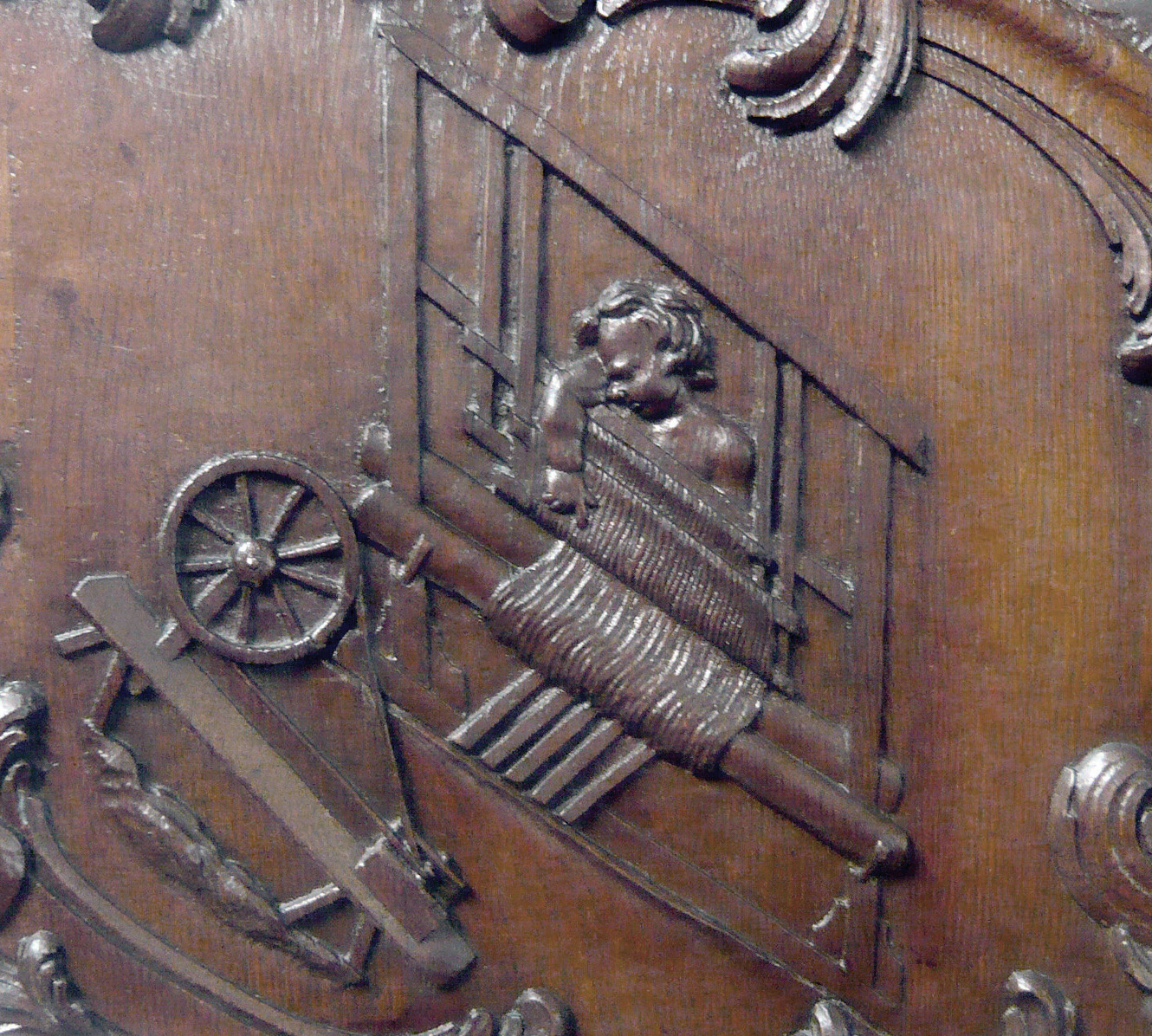
Weben am Handwebstuhl
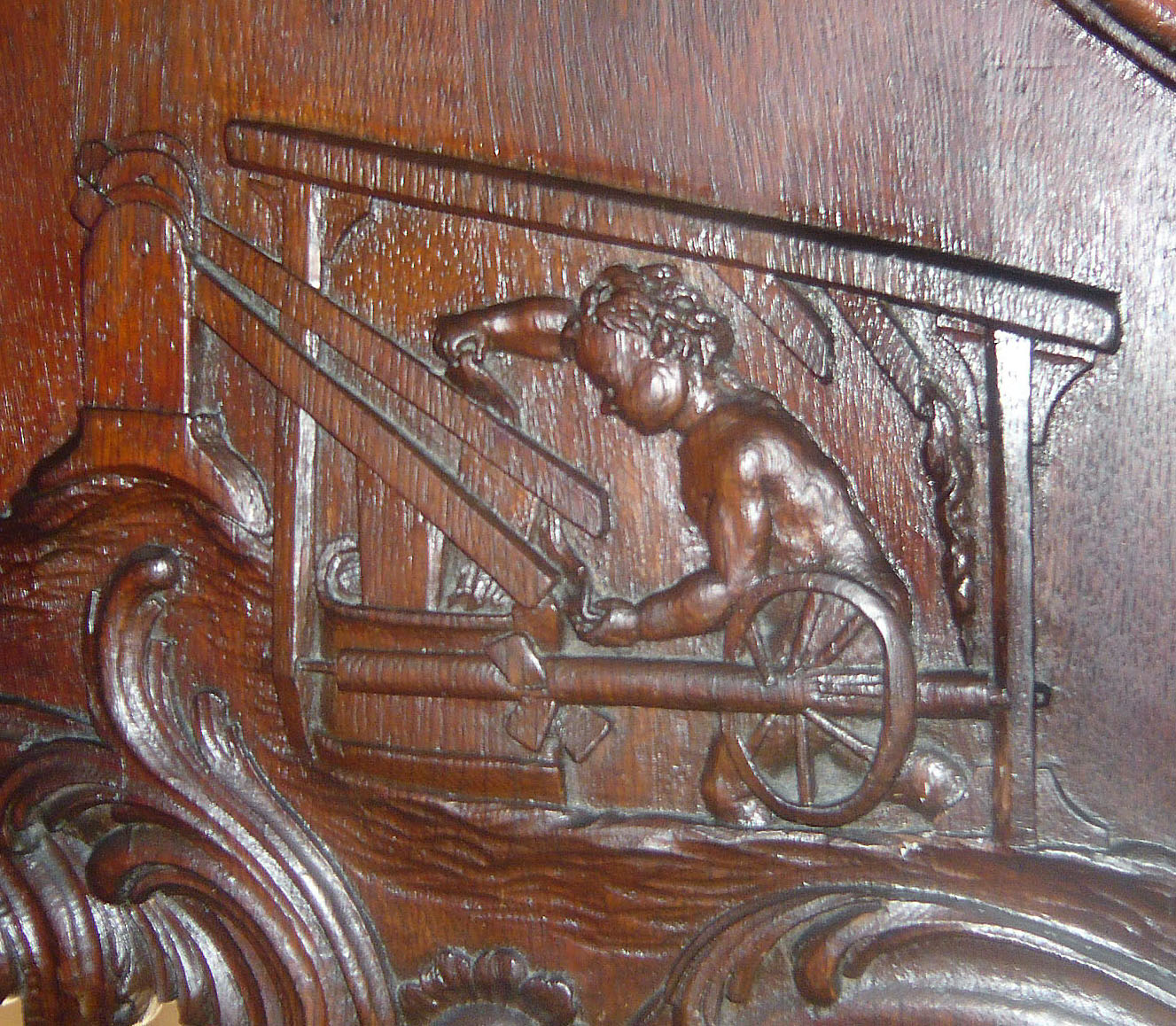
Walken des Tuchs in einer Hammerwalke
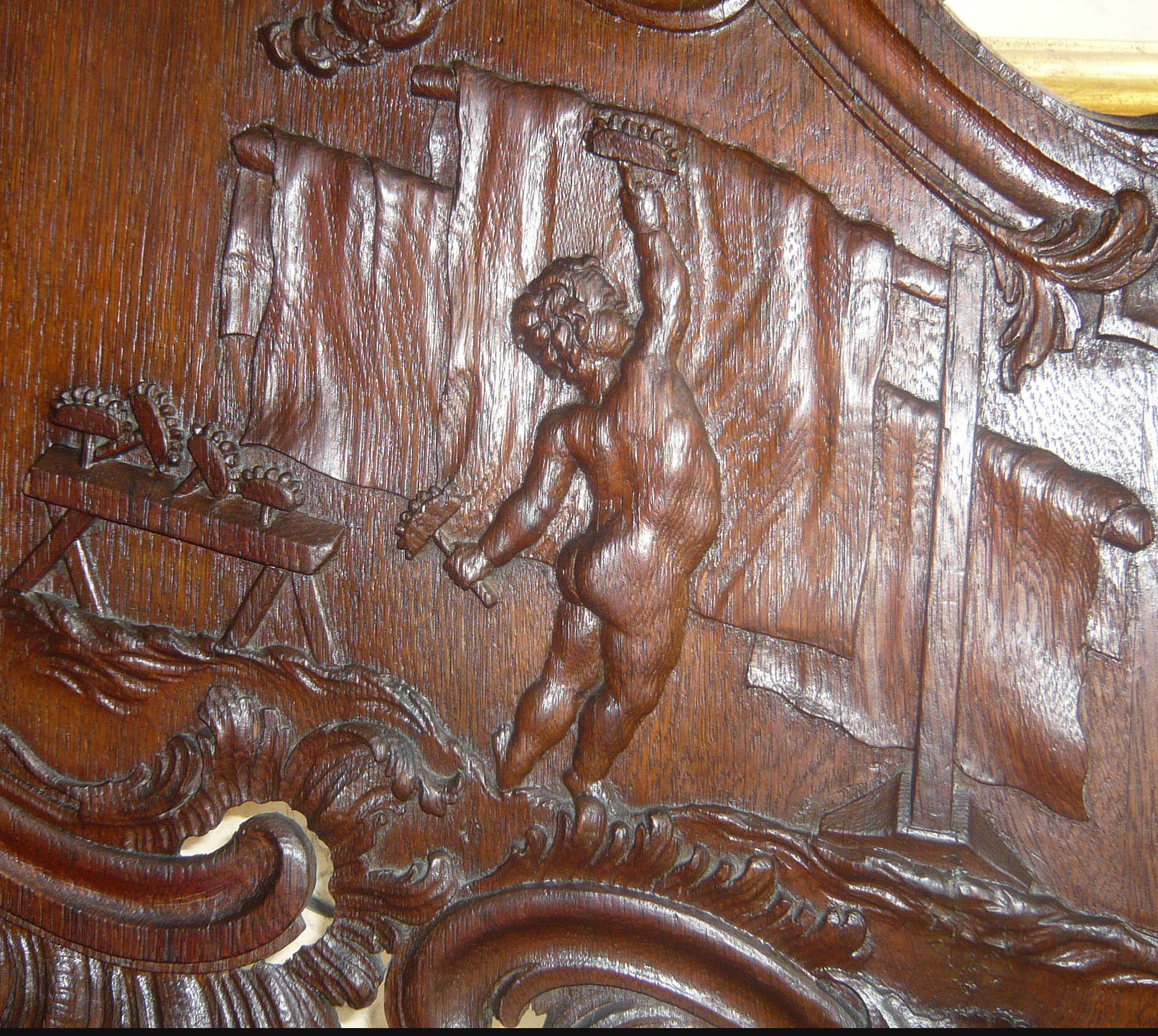
Aufrauen des Tuchs
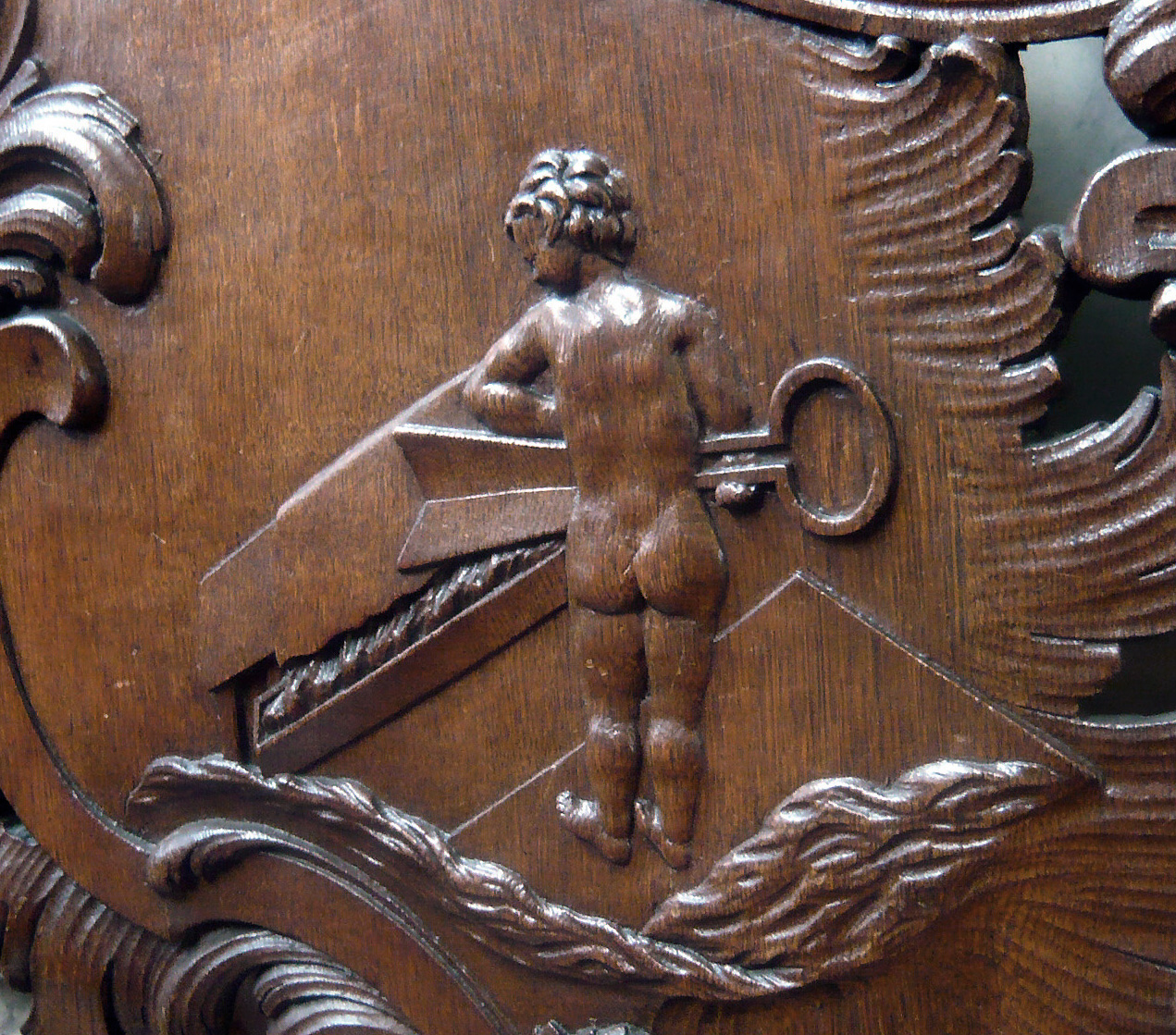
Scheren des Tuchs mit einer schweren Tuchschere
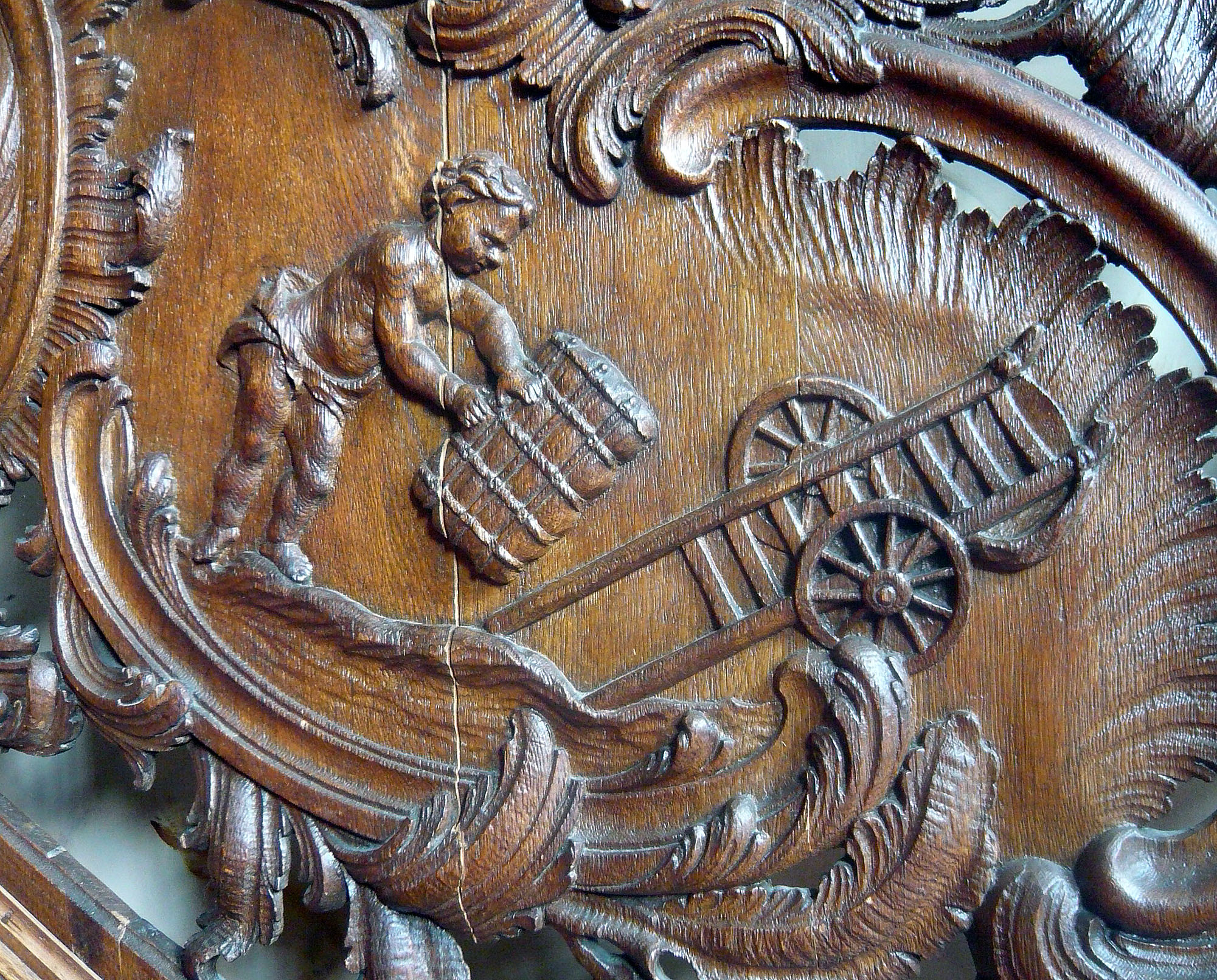
Transport der fertigen Tuchballen

## Die Inneneinrichtung
Die Einrichtung im Stil des Aachen-Lütticher Barocks, des Louis-seize und Empire ist zum Teil erhalten. Die Wohnräume sind in einer „Annäherung an die ursprüngliche Einrichtung des Hauses.“ bis ins Detail mit zeitgenössischen Möbeln eingerichtet. Im Herrenzimmer erweckt eine kostbare Leinwandtapete in illusionistischer Manier den Eindruck eines Bilderkabinetts mit 73 gerahmten Gemälden. Sogar die Bildaufhängungen und die Schatten der Rahmen berücksichtigten die Kopisten. Die ‚Gemälde’ zeigen u. a. Motive aus der Mythologie, Alltagsszenen im Stil der Genremalerei, Stillleben, Tier- und Landschaftsbilder im Stil der Zeit, darunter auch Kopien von Tizian und Rembrandt van Rijn. Auch im Eingangsraum mit der Treppe täuscht eine Tapete eine Marmorwand vor. Das Esszimmer mit Louis-seize-Möbeln und einem festlich gedeckten Tisch vermittelt – wie alle Räume – einen sehr lebensnahen Eindruck der zeitgenössischen Wohnkultur. Die Küche zeigt neben dem Kamin, der zugleich als Herd diente, die damals üblichen Messing- und Kupferkessel. Salons mit Aachen-Lütticher Schreibschränken, Vitrinen und Sitzgarnituren, ein Festsaal mit wertvollen Gobelins und Schlafräume mit Betten, Gemälden, Kinderwiegen und Waschschüsseln vermitteln die Lebenswelt der Scheibler-Dynastie.

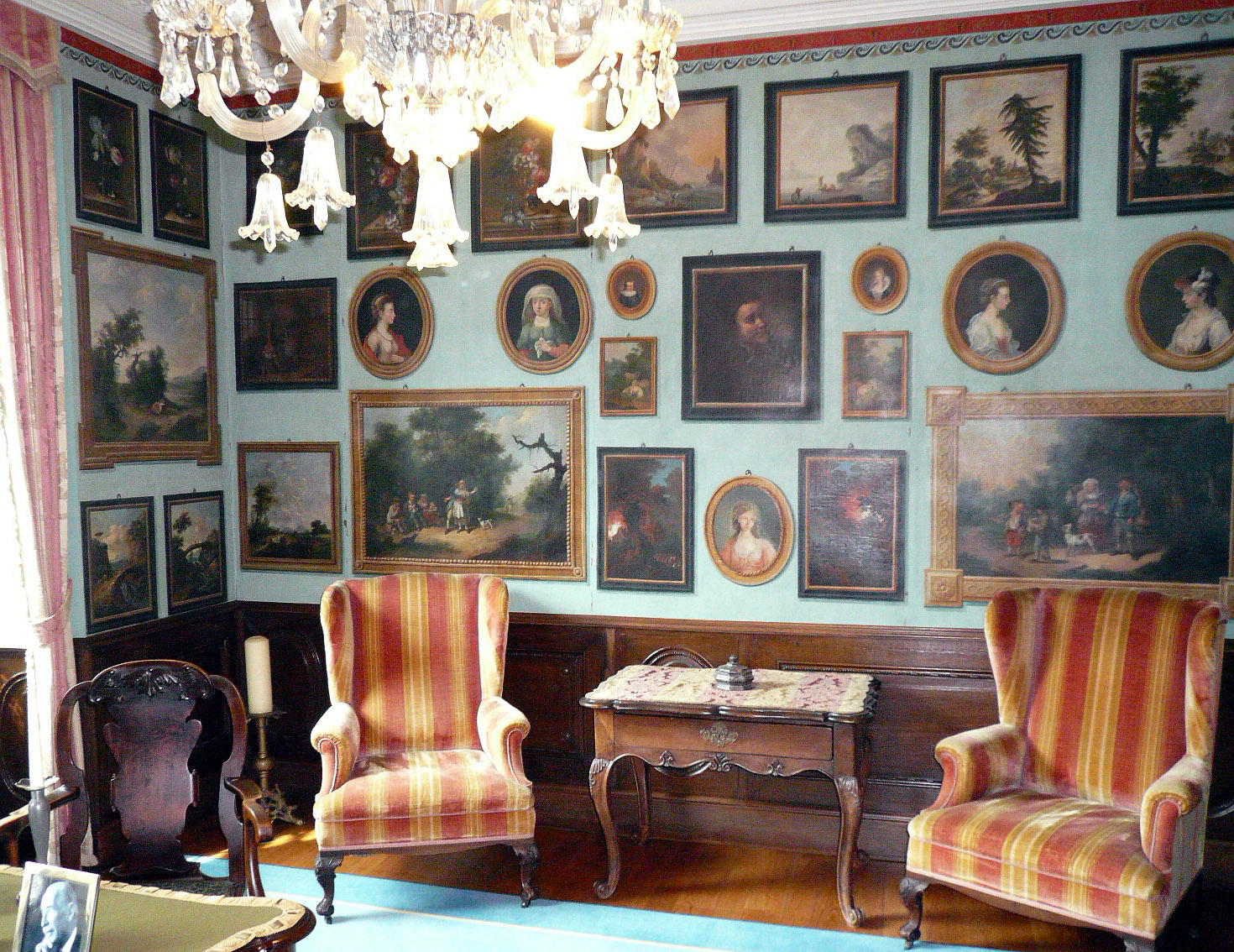
Herrenzimmer
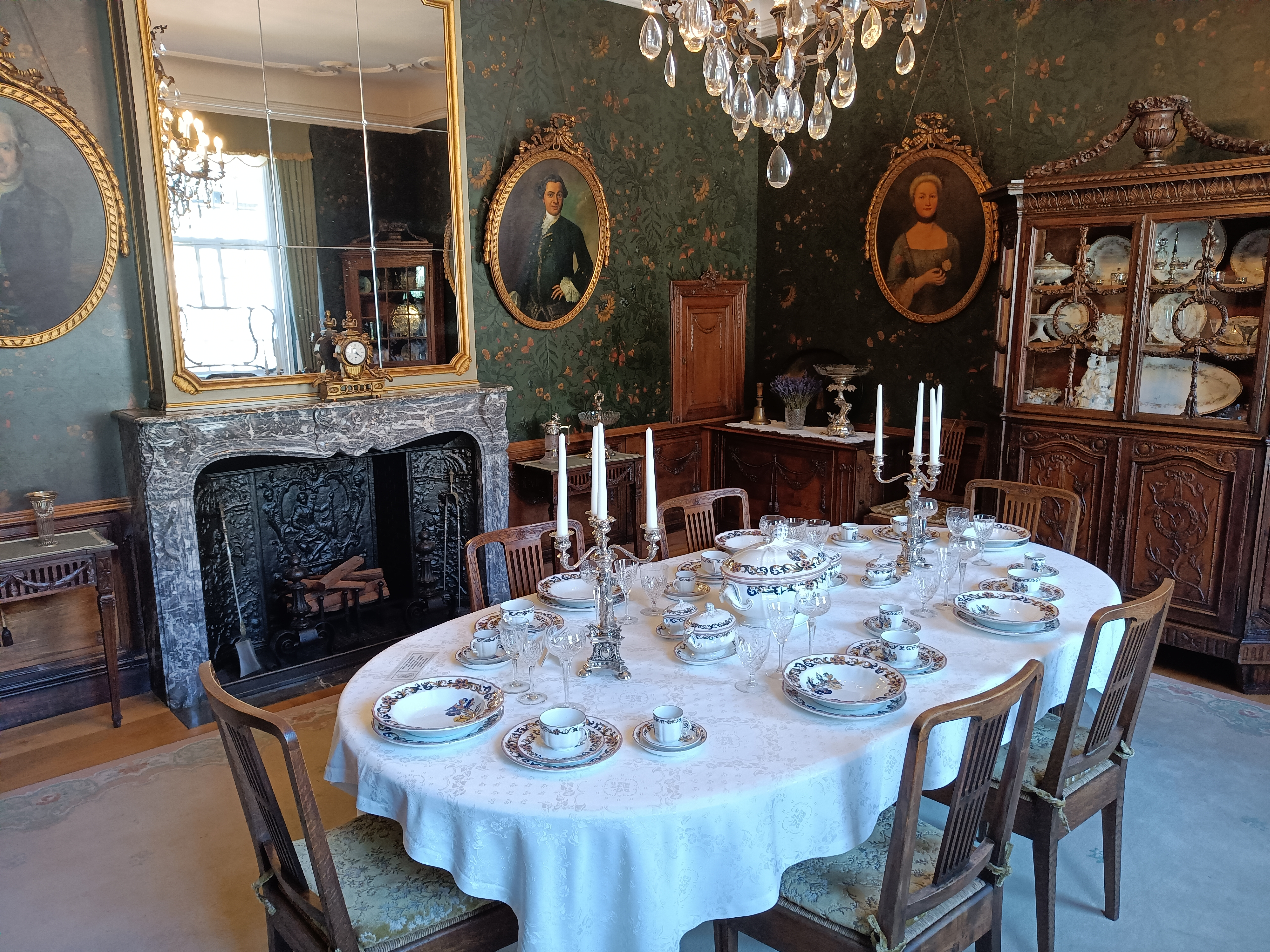
Esszimmer
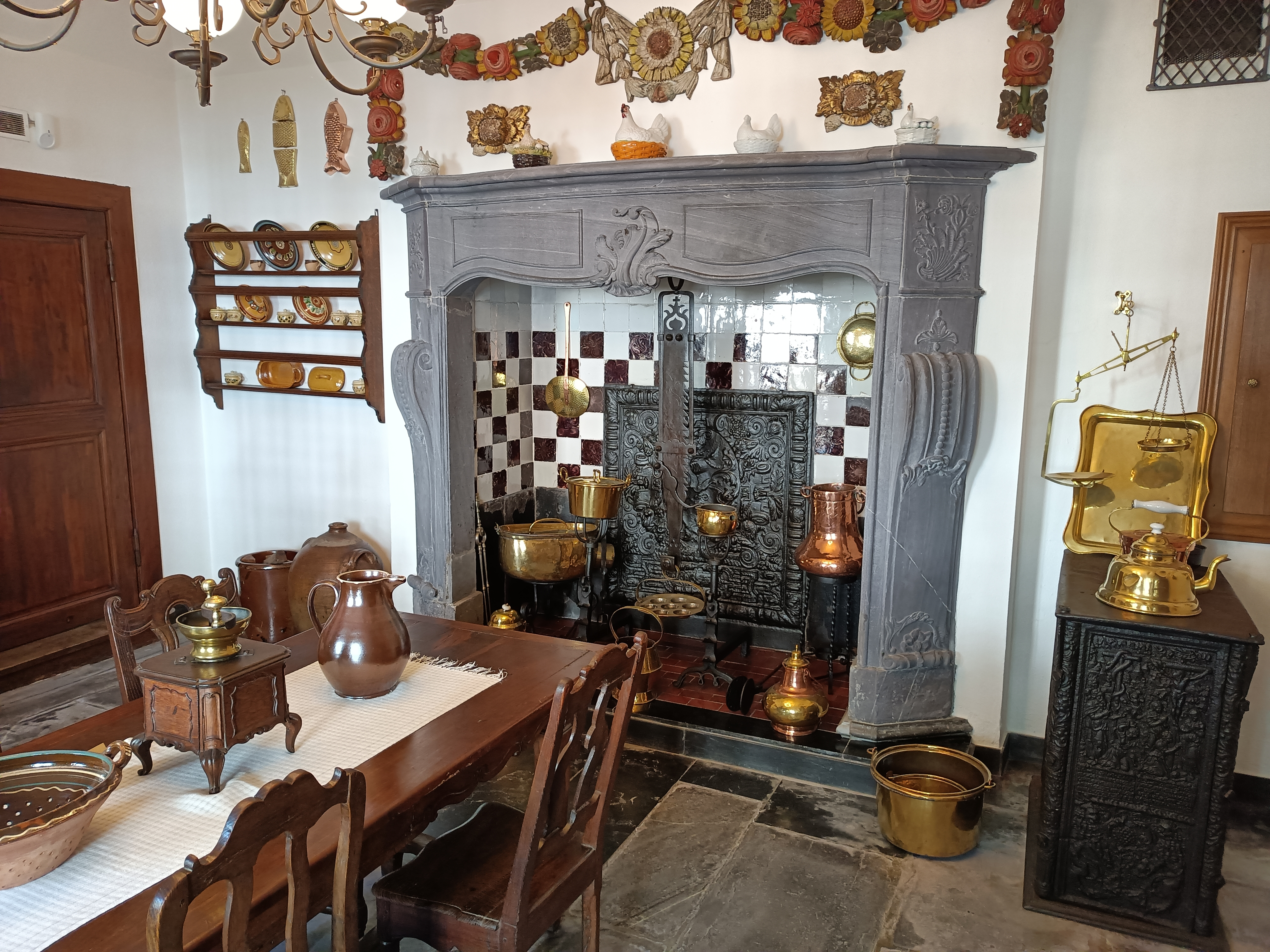
Küche
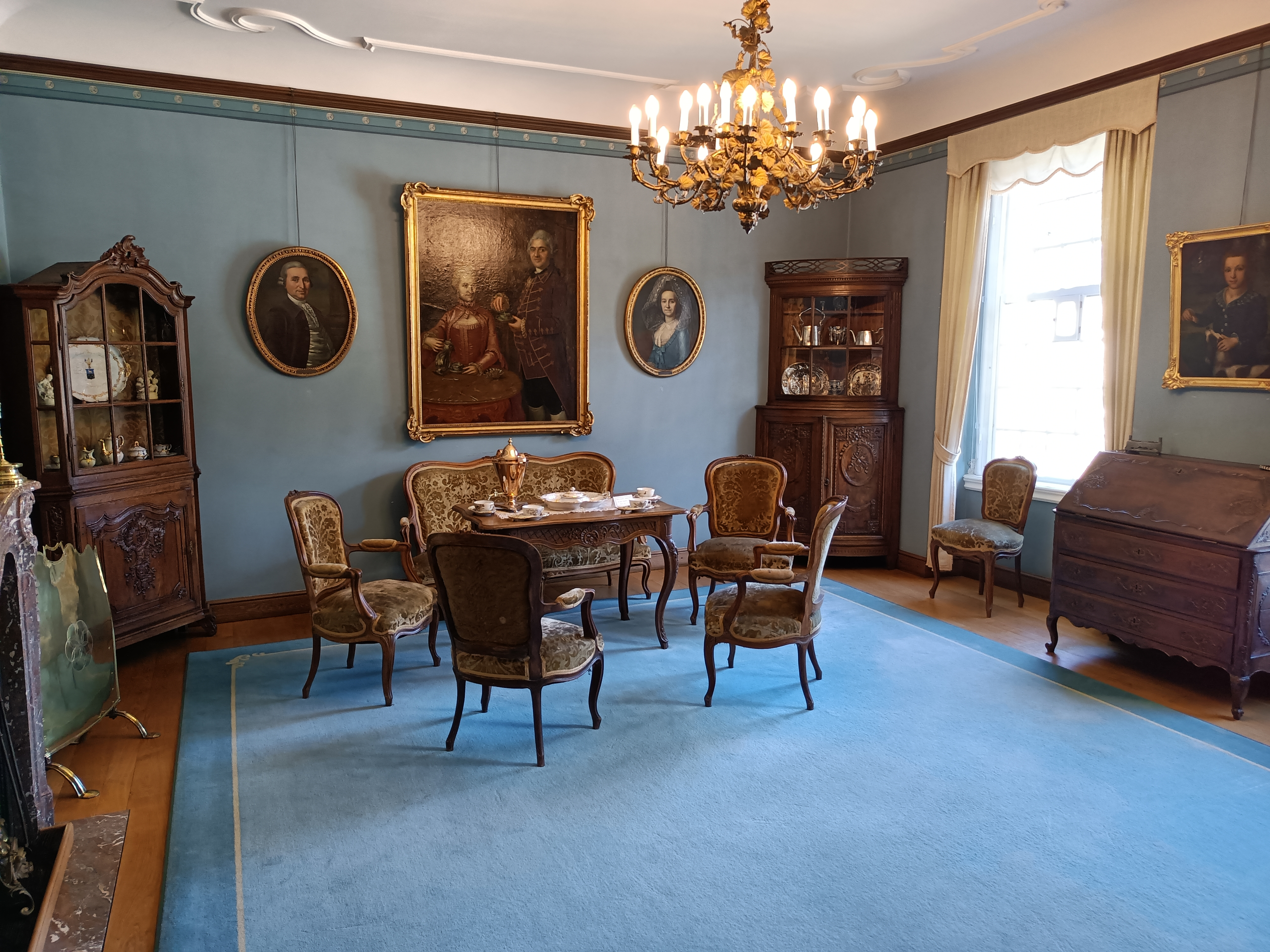
Blauer Salon
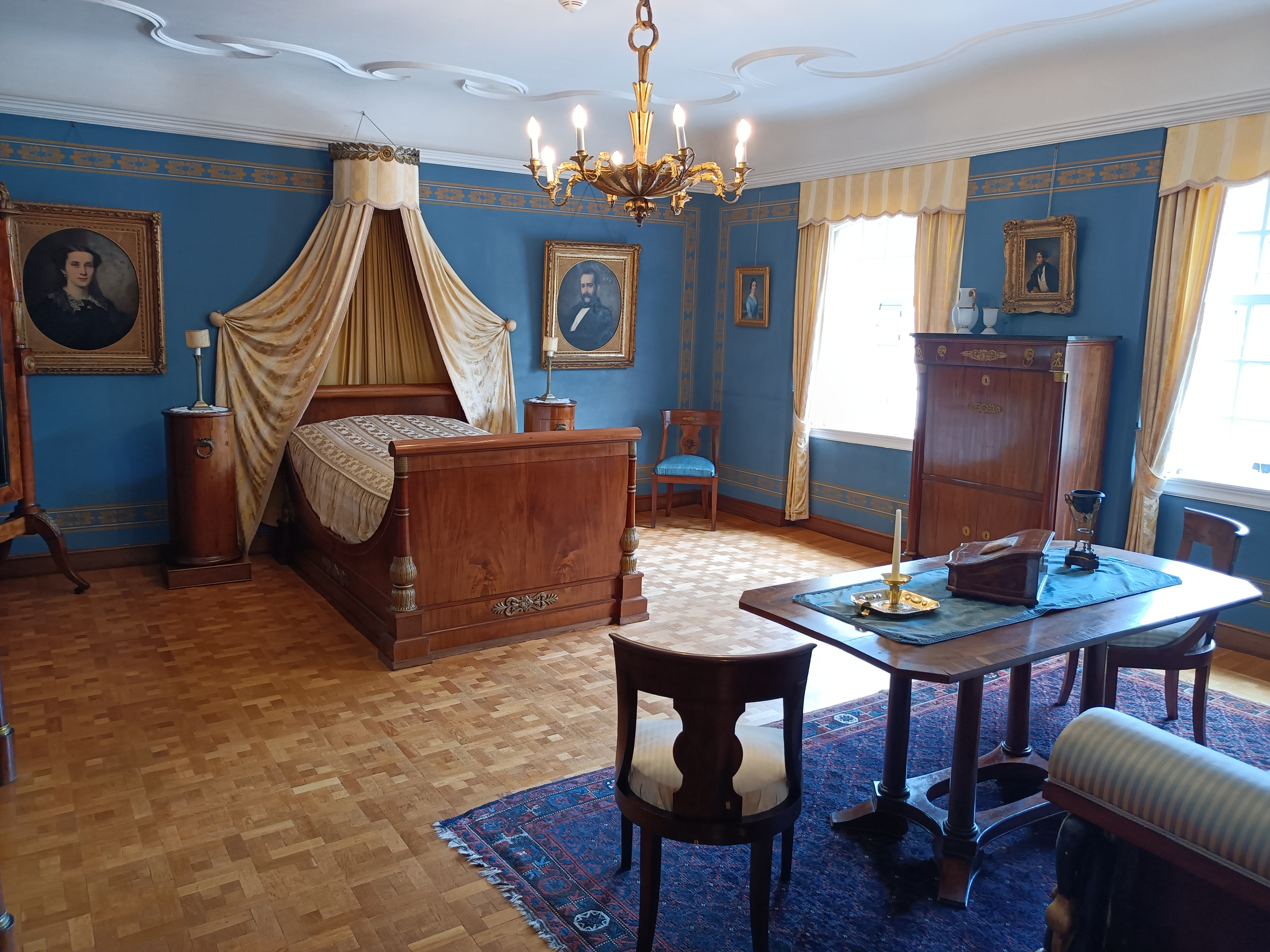
Empire Zimmer

## Jüngere Geschichte
1875 verlor die Familie Scheibler das Eigentum des Hauses. 1909 brachte der Kölner Industrielle Carl Johann Heinrich Scheibler Teile des Roten Hauses wieder in Familienbesitz und richtete es wieder ein. „Durch mitunter kostenträchtige Rückkäufe aus Familienbesitz und Ankäufe aus dem Kunsthandel, durch glückliche Zufallserwerbe, Familiennachlässe oder -schenkungen vermochte es Scheibler, geschlossene Wohnensembles (…) zusammenzutragen. Mit dieser Mischung aus originalen Möbeln der Zeit und historisch nachempfunden Interieur sollten Glanz und Prachtenfaltung der Scheiblerischen ‚Tuchmacher-Dynastie’ im späten 18. Jahrhundert wieder lebendig werden.“
Sein Sohn Hans Carl Scheibler machte 1931 das Haus zum „Goldener Helm“ teilweise als Scheibler-Museum zugänglich. 1963 gab er den Familienbesitz in die Stiftung Scheibler-Museum Rotes Haus, die mit maßgeblicher Unterstützung und Beteiligung des Landschaftsverband Rheinlands gegründet wurde. 1941 wurde das Haus Gegenstand mehrerer Gemälde von August von Brandis.
Das Rote Haus ist heute zu wesentlichen Teilen als Museum zugänglich. Es ist Bestandteil der Wollroute, die das kulturelle Erbe der Tuchmacherregion in der Dreiländerregion rund um Aachen, der heutigen Euregio Maas-Rhein, vernetzt.